# Sergio Santarini
Sergio Santarini (ur. 10 września 1947 w Rimini) – włoski piłkarz grający na pozycji libero.

## Kariera klubowa
Santarini pochodzi z nadmorskiego portu Rimini. Wychował się w tamtejszym klubie Rimini Calcio FC, w barwach którego zadebiutował w 1963 r. w rozgrywkach Serie C. W Rimini spędził łącznie cztery sezony, ale nie osiągnął sukcesu w postaci awansu do Serie A. W 1967 r. trafił do Interu Mediolan, a jego talent we wschodnich Włoszech wypatrzył trener Helenio Herrera. W Serie A Santarini zadebiutował 5 listopada w wygranym 1:0 spotkaniu z Bolonią. W Interze nie wywalczył jednak miejsca w podstawowym składzie i w sezonie 1967/1968 pojawił się na boisku tylko 14-krotnie.
Latem 1968 r. szkoleniowcem stołecznej Romy został sam Herrera i ściągnął z Mediolanu Santariniego. W zespole "giallo-rossich" piłkarz zaczął grać w wyjściowej jedenastce na pozycji libero i już w pierwszym sezonie wywalczył Puchar Włoch. W sezonie 1969/1970 dotarł z Romą do półfinału Pucharu Zdobywców Pucharów, w którym rzymianie stoczyli zacięte boje z Górnikiem Zabrze. W pierwszym meczu w Rzymie padł remis 1:1, w drugim w Chorzowie remis 2:2, a w trzecim, decydującym spotkaniu rozegranym w Strasburgu także remis 1:1. O odpadnięciu Romy zadecydował wówczas rzut monetą. W kolejnych latach Santarini nadal grał w pierwszym składzie, ale Roma nie osiągała większych sukcesów. Ostatnim osiągnięciem w jego karierze było kolejne wywalczenie dwóch Pucharów Włoch, tym razem w 1980 i 1981 r. Przez 13 sezonów rozegrał dla Romy 344 spotkania (zdobył w nich 5 bramek), co plasuje go na 3. miejscu na liście wszech czasów. Karierę kończył w pierwszoligowym US Catanzaro w 1982 r. w wieku 35 lat.
| Sezon   | Klub             | Kraj   | Rozgrywki         | Mecze | Bramki |
| ------- | ---------------- | ------ | ----------------- | ----- | ------ |
| 1963/64 | Rimini Calcio FC | Włochy | Serie C           | 3     | 0      |
| 1964/65 | Rimini Calcio FC | Włochy | Serie C           | 14    | 0      |
| 1965/66 | Rimini Calcio FC | Włochy | Serie C           | 29    | 1      |
| 1966/67 | Rimini Calcio FC | Włochy | Serie C           | 30    | 2      |
| 1967/68 | Inter Mediolan   | Włochy | Serie A           | 14    | 0      |
| 1968/69 | AS Roma          | Włochy | Serie A           | 29    | 1      |
| 1969/70 | AS Roma          | Włochy | Serie A           | 30    | 0      |
| 1970/71 | AS Roma          | Włochy | Serie A           | 28    | 0      |
| 1971/72 | AS Roma          | Włochy | Serie A           | 30    | 1      |
| 1972/73 | AS Roma          | Włochy | Serie A           | 25    | 1      |
| 1973/74 | AS Roma          | Włochy | Serie A           | 28    | 0      |
| 1974/75 | AS Roma          | Włochy | Serie A           | 29    | 0      |
| 1975/76 | AS Roma          | Włochy | Serie A           | 30    | 0      |
| 1976/77 | AS Roma          | Włochy | Serie A           | 30    | 0      |
| 1977/78 | AS Roma          | Włochy | Serie A           | 30    | 1      |
| 1978/79 | AS Roma          | Włochy | Serie A           | 24    | 0      |
| 1979/80 | AS Roma          | Włochy | Serie A           | 24    | 1      |
| 1980/81 | AS Roma          | Włochy | Serie A           | 7     | 0      |
| 1981/82 | US Catanzaro     | Włochy | Serie A           | 30    | 1      |
|         |                  |        | Łącznie w Serie A | 388   | 6      |

## Kariera reprezentacyjna
W reprezentacji Włoch Santarini zadebiutował 20 lutego 1971 w zremisowanym 2:2 meczu z Austrią, rozegranym w ramach eliminacji do Euro 1972 i w debiucie strzelił samobójczego gola. Swój drugi i ostatni mecz we włoskiej kadrze rozegrał w grudniu 1974 r. (0:0 z Bułgarią).